# Senna domingensis
Espèce
Statut de conservation UICN

 VU (needs updating) B1+2c : Vulnérable
Senna domingensis est une espèce de plantes à fleurs de la famille des Fabacées.

## Répartition
Cette espèce est présente à Cuba, en République dominicaine et en Haïti.